# Dicliptera monroi
Dicliptera monroi är en akantusväxtart som beskrevs av Spencer Le Marchant Moore. Dicliptera monroi ingår i släktet Dicliptera och familjen akantusväxter. Inga underarter finns listade i Catalogue of Life.